# Strategische Wahl
Bei einer strategischen Wahl wird die Stimme abweichend von der eigentlichen Präferenz abgegeben, aufgrund des erwarteten Wahlausgangs. Strategische Wahl ist zu unterscheiden von nicht-strategischen Stimmen, z. B. verwechselte Stimme.

## Strategische Wahl von Parteien
Leihstimmen sind Stimmen bei der strategische Wahl von Koalitionsparteien statt der eigentlichen Partei-Präferenz, damit der Koalitionspartner mithilfe von Leihstimmen über die Fünf-Prozent-Hürde in Deutschland kommt. Bei Bundestagswahl 1983 wurden Leihstimmen von Union zur FDP vergeben.
Bei Parteianhängern einer voraussichtlich unterhalb der Sperrklausel liegenden Partei wird die strategische Wahl einer Partei über der Sperrklausel beobachtet.

## Strategische Wahl von Kandidaten
Bei einer Mehrheitswahl bevorzugt die strategische Wahl die zwei Kandidaten mit der höchsten Gewinnwahrscheinlichkeit, wodurch die Mehrheitswahl zu einem Zweiparteiensystem nach dem Duvergers Gesetz tendiert.
Beim negativem Stimmgewicht führen mehr Stimmen zu weniger Sitzen, wodurch strategische Wahl erwartet wird.
Beim Stimmensplitting handelt es sich nicht in allen Fällen um eine strategische Wahl. Der Anteil des strategischen Wahlverhaltens bei Erststimmen wurde in Deutschland bei 30 % abgeschätzt, dieser Anteil sank zu 9 % wenn keine Option einer alliierten Partei Gewinnchancen im Wahlkreis hat.